# Mundochthonius rossi
Mundochthonius rossi är en spindeldjursart som beskrevs av Clarence Clayton Hoff 1949. Mundochthonius rossi ingår i släktet Mundochthonius och familjen käkklokrypare. Inga underarter finns listade i Catalogue of Life.